# Bojongsari (Culamega)
Bojongsari is een bestuurslaag in het regentschap Tasikmalaya van de provincie West-Java, Indonesië. Bojongsari telt 4882 inwoners (volkstelling 2010).